# Zaide
Pour les articles homonymes, voir Zaïde.
Zaide, K. 344 (Zaïde en français) est un singspiel inachevé, en langue allemande de Wolfgang Amadeus Mozart, composé en 1780.
Le livret est de Johann Andreas Schachtner (en), musicien de la cour de Salzbourg, probablement inspiré par le Zaïre de Voltaire. Cette œuvre a été composée à Salzbourg, initialement pour l'empereur Joseph II qui désirait créer une troupe d'opéra allemand à Vienne. Mozart se lança dans cette composition sans avoir de commande ferme et abandonna sans doute l'œuvre quand il sut que Joseph II ne comptait pas engager d'autres compositeurs et que, de plus, les Viennois préféraient les œuvres plus gaies. 
Zaïde fut créé le 27 janvier 1866 à Francfort-sur-le-Main dans une adaptation comprenant une ouverture et un final écrits par Johann Anton André. En 2023, Zaïde, mis en scène par Louise Vignaud, est joué à l'Opéra de Rennes.

## Argument
Zaïde, fille esclave chrétienne du sultan Soliman, tombe amoureuse de Gomatz, un autre esclave chrétien, ce qui provoque la jalousie et la colère du sultan. Ils s'enfuient avec l'aide du serviteur Allazim, mais tous trois sont repris, notamment à cause d'Osmin, autre serviteur du sultan. Les évadés sont condamnés tout de suite  à mort. Mais Allazim a sauvé la vie du Sultan quinze ans plus tôt. Le Sultan le reconnaît et le gracie. Allazim intervient alors en faveur de ses compagnons et l'opéra s'arrête là sans qu'on connaisse la décision finale du sultan.

## Distribution
| Zaïde                        | soprano    |
| Gomatz                       | ténor      |
| Allazim                      | basse      |
| Sultan Soliman               | ténor      |
| Osmin                        | basse      |
| Zaram, capitaine de la Garde | rôle parlé |
| Quatre esclaves              | ténors     |

### Numéros musicaux
Acte I
- 1. « Brüder, lasst uns lustig sein » - Chœur des esclaves
- 2. Mélodrame
- 3. « Ruhe sanft, mein holdes Leben » - Zaïde
- 4. « Rase, Schicksal » - Gomatz
- 5. Duo « Meine Seele hüpft vor Freuden » - Zaïde-Gomatz
- 6. « Herr und Freund, wie dank ich dir! » - Gomatz
- 7. « Nur mutig, mein Herze » - Allazim
- 8. Trio « O selige Wonne! » - Zaïde-Gomatz-Allazim

Acte II
- 9. Mélodrame et air « Der stolze Löw' lässt sich zwar zähmen » - Sultan Soliman
- 10. « Wer hungrig bei der Tafel sitzt » - Osmin
- 11. « Ich bin so bös als gut » - Sultan Soliman
- 12. « Trostlos schluchzet Philomele » - Zaïde
- 13. « Tiger! Wetze nur die Klauen » - Zaïde
- 14. « Ihr Mächtigen seht ungerührt » - Allazim
- 15. Quatuor « Freundin! stille deine Tränen » -  Gomatz-Soliman-Allazim-Zaïde